# Prefettura di Ain Sebaa-Hay Mohammedi
La prefettura di Ain Sebaa-Hay Mohammedi è una prefettura d'arrondissement facente parte della prefettura di Casablanca, in Marocco.
Interamente nella città di Casablanca, comprende 3 arrondissement:
- Aïn Sebaâ
- Hay Mohammadi
- Roches Noires